# Trinidad (Kuba)
Trinidad je město ve střední části Kuby v provincii Sancti Spíritus.
Město založil v roce 1514 španělský conquistador Diego Velázquez de Cuéllar, což z něj činí jedno z nejstarších kubánských měst. Při založení mělo název Villa De la Santísima Trinidad (česky Obec nejsvětější trojice).
Do seznamu světového dědictví UNESCO v roce 1988 bylo město zapsáno pro svoji koloniální architekturu. V okolí města se rozkládaly rozlehlé plantáže cukrové třtiny, které přinášely městu bohatství. Právě díky kapitálu z obchodu s třtinovým cukrem je Trinidad jedním z nejvýstavnějších historických měst na ostrově.

## Galerie

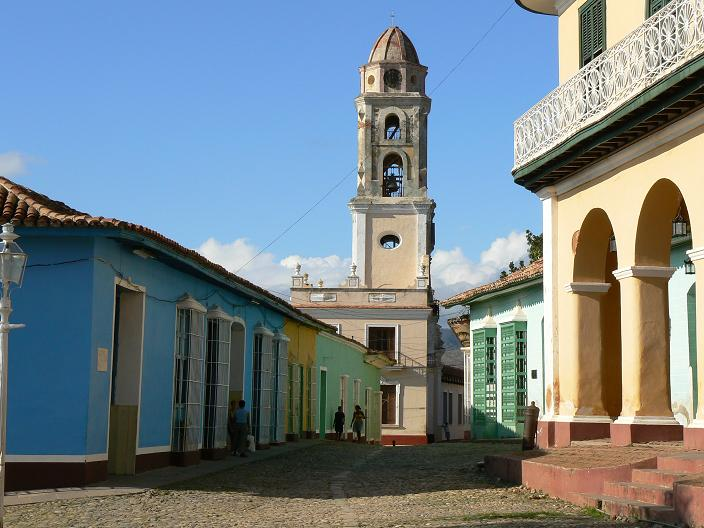
Historické centrum
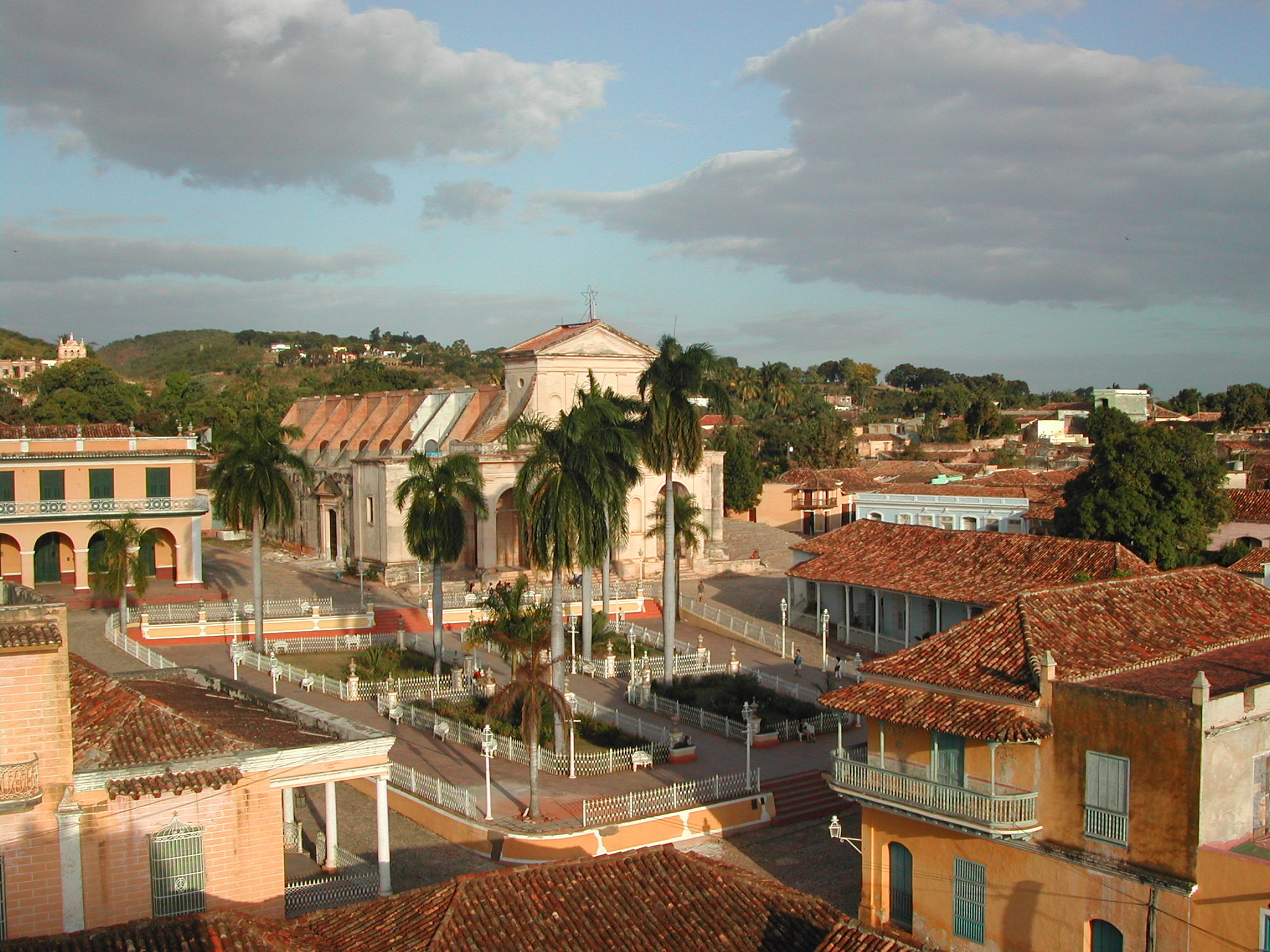
Hlavní náměstí
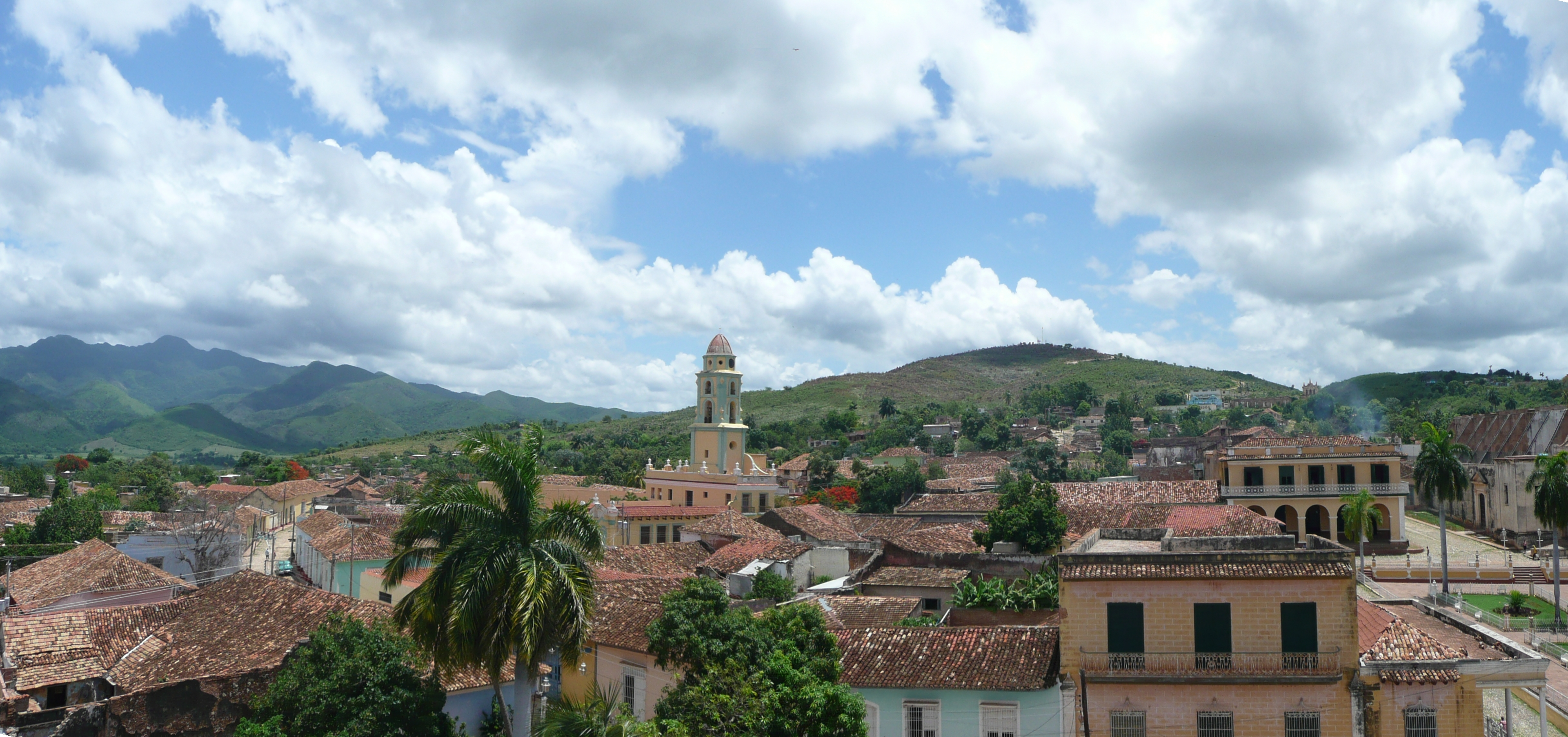
Město Trinidad